# (42747) Fuser
(42747) Fuser (1998 SU10) – planetoida z pasa głównego asteroid okrążająca Słońce w ciągu 5,56 lat w średniej odległości 3,14 j.a. Odkryta 21 września 1998 roku.